# Oostenrijk op de Olympische Zomerspelen 1980
Oostenrijk nam deel aan de Olympische Zomerspelen 1980 in Moskou, Sovjet-Unie.

## Medailleoverzicht
| Sport        | Olympiër                     | Discipline             | Medaille |
| ------------ | ---------------------------- | ---------------------- | -------- |
| Paardensport | Elisabeth Theurer            | dressuur (individueel) | Goud     |
| Zeilen       | Wolfgang Mayrhofer           | finn                   | Zilver   |
| Zeilen       | Hubert Raudaschl Karl Ferstl | star klasse            | Zilver   |
| Schietsport  | Gerhard Petritsch            | 25m snelvuurpistool    | Brons    |

## Deelnemers en resultaten

### Atletiek
| Olympiër         | Discipline             | Resultaat | Prestatie |
| ---------------- | ---------------------- | --------- | --- |
| Robert Nemeth    | 1500m (m)              | 10e       | serie 4: 3de in 3.38,3 halve finale 2: 6de in 3.40,8 |
| Dietmar Millonig | 5000m (m)              | 6e        | serie 3: 4de in 13.45,7 halve finale 2: 4de in 13.29,4 finale: 6de in 13.23,3 |
| Wolfgang Konrad  | 3000m steeplechase (m) | 22e       | serie 1: 4de in 8.24,92 halve finale 2: 10de in 8.51,59 |
| Josef Steiner    | marathon (m)           | 39e       | 2:24.24 |
| Hans Siegele     | 20km snelwandelen (m)  | 22e       | 1:45.17,8 |
| Wilfried Siegele | 20km snelwandelen (m)  | DNF       | niet gefinisht |
| Martin Toporek   | 20km snelwandelen (m)  | 21e       | 1:44.56 |
| Bill Rea         | verspringen (m)        | 16e       | kwalificatie groep B: 4de met 7,74m |
| Georg Werthner   | tienkamp (m)           | 4e        | 100m: 20ste in 11,44 verspringen: 9de met 7,27m kogelstoten: 15de met 13,45m hoogspringen: 8ste met 2,03m 400m: 7de in 49,26 110m horden: 10de in 15,08 discuswerpen: 18de met 38,14m polsstokhoogspringen: 3de met 4,85m discuswerpen: 1ste met 73,66m 1500m: 2de in 4.23,4 totaal: 8084 punten |
| Sepp Zeilbauer   | tienkamp (m)           | 5e        | 100m: 11de in 11,29 verspringen: 12de met 7,14m kogelstoten: 4de met 15,31m hoogspringen: 8ste met 2,03m 400m: 16de in 50,91 110m horden: 4de in 14,80 discuswerpen: 9de met 44,00m polsstokhoogspringen: 10de met 4,50m discuswerpen: 5de met 64,86m 1500m: 7de in 4.30,6 totaal: 8007 punten   |
|                  |                        |           | |
| Karoline Käfer   | 200m (v)               | DNS       | serie 2: niet gestart |
| Karoline Käfer   | 400m (v)               | 22e       | serie 3: 4de in 52,82 |

### Boksen
| Olympiër         | Discipline | Resultaat | Prestatie                                                                       |
| ---------------- | ---------- | --------- | ------------------------------------------------------------------------------- |
| Robert Pfitscher | -75kg (m)  | 9e        | 1ste ronde: vrij 2de ronde: V van URS Savchenko: scheidsrechterlijke beslissing |

### Boogschieten
| Olympiër       | Discipline      | Resultaat | Prestatie                                                                              |
| -------------- | --------------- | --------- | -------------------------------------------------------------------------------------- |
| Peter Mitterer | individueel (m) | 21e       | 1ste ronde: 23ste met 1169 punten 2de ronde: 21ste met 1167 punten totaal: 2336 punten |

### Gewichtheffen
| Olympiër         | Discipline  | Resultaat | Prestatie                                                      |
| ---------------- | ----------- | --------- | -------------------------------------------------------------- |
| Walter Legel     | -67,5kg (m) | 16e       | trekken: 14de met 120kg stoten: 15de met 150kg totaal: 270kg   |
| Franz Strizik    | -100kg (m)  | DNF       | trekken: geen geldige poging                                   |
| Vinzenz Hörtnagl | -110kg (m)  | 5e        | trekken: 4de met 170kg stoten: 5de met 202,5kg totaal: 372,5kg |

### Hockey
| Olympiër | Discipline | Resultaat | Prestatie |
| --- | ---------- | --------- | --- |
| Sabine Blemenschütz Eva Cambal Erika Csar Dorit Ganster Brigitte Kindler Andrea Kozma Patricia Lorenz Regina Lorenz Brigitta Pecanka Eleonore Pecanka Elisabeth Pistauer Andrea Porsch Friederike Stern Ilse Stipanovsky | vrouwen    | 5e        | groepsfase: 5de V van India: 0-2 W van Sovjet-Unie: 2-0 W van Polen: 3-0 V van Tsjecho-Slowakije: 0-5 V van Zimbabwe: 0-4 |

| Groepsfase |                   |             |             |             |             |            |            |            |        |
| #          | Land              | Wedstrijden | Wedstrijden | Wedstrijden | Wedstrijden | Doelpunten | Doelpunten | Doelpunten | Punten |
| #          | Land              | G           | W           | G           | V           | V          | T          | Saldo      | Punten |
| 1          | Zimbabwe          | 5           | 3           | 2           | 0           | 13         | 4          | +9         | 8      |
| 2          | Tsjecho-Slowakije | 5           | 3           | 1           | 1           | 10         | 5          | +5         | 7      |
| 3          | Sovjet-Unie       | 5           | 3           | 0           | 2           | 11         | 5          | +6         | 6      |
| 4          | India             | 5           | 2           | 1           | 2           | 9          | 6          | +3         | 5      |
| 5          | Australië         | 5           | 2           | 0           | 3           | 6          | 11         | -5         | 4      |
| 6          | Polen             | 5           | 0           | 0           | 5           | 0          | 18         | -18        | 0      |

| Ronde      | Datum  | Plaats      | Land | Score             | Land |
| ---------- | ------ | ----------- | ---- | ----------------- | ---- |
| Groepsfase |        |             |      |                   |      |
| 25 juli    | Moskou | Oostenrijk  | 0-2  | India             |      |
| 27 juli    | Moskou | Sovjet-Unie | 0-2  | Oostenrijk        |      |
| 28 juli    | Moskou | Oostenrijk  | 3-0  | Polen             |      |
| 30 juli    | Moskou | Oostenrijk  | 0-5  | Tsjecho-Slowakije |      |
| 31 juli    | Moskou | Oostenrijk  | 1-4  | Zimbabwe          |      |

### Judo
| Olympiër            | Discipline      | Resultaat | Prestatie                                                                                    |
| ------------------- | --------------- | --------- | -------------------------------------------------------------------------------------------- |
| Pepi Reiter         | -60kg (m)       | 19e       | 1ste ronde: V van URS Yemizh: ippon                                                          |
| Johann Leo          | -71kg (m)       | 19e       | 1ste ronde: V van GDR Lehmann: yuko                                                          |
| Peter Seisenbacher  | -86kg (m)       | 19e       | 1ste ronde: V van PRK Pak: waza-ari                                                          |
| Robert Köstenberger | -95kg (m)       | 13e       | 1ste ronde: vrij 2de ronde: V van GDR Lorenz: yuko                                           |
| Franz Berger        | open klasse (m) | 8e        | 1ste ronde: vrij 2de ronde: W van SYR Achtar: ippon kwartfinale: V van URS Novikov: waza-ari |

### Kanovaren
| Olympiër                                                            | Discipline    | Resultaat | Prestatie                                                                            |
| ------------------------------------------------------------------- | ------------- | --------- | ------------------------------------------------------------------------------------ |
| Wolfgang Hartl                                                      | K-1 500m (m)  | DNS       | serie 2: niet gestart                                                                |
| Werner Bachmayer Wolfgang Hartl                                     | K-2 500m (m)  | 13e       | serie 2: 2de in 1.36,66 halve finale 1: 5de in 1.39,04                               |
| Herbert Havlik Dietmar Schlöglmann                                  | K-2 1000m (m) | 11e       | serie 2: 4de in 3.28,95 herkansingen: 1ste in 3.32,08 halve finale 2: 4de in 3.38,91 |
| Herbert Havlik Hans Peter Mayr Eduard Reisinger Dietmar Schlöglmann | K-4 1000m (m) | 11e       | serie 2: 5de in 3.13,86 halve finale: 5de in 3.16,43                                 |

### Moderne vijfkamp
| Olympiër        | Discipline      | Resultaat | Prestatie |
| --------------- | --------------- | --------- | --- |
| Alexander Topay | individueel (m) | 35e       | paardensport: 10de met 30 strafpunten schermen: 34ste met 16 overwinningen schietsport: 16de met 194 punten zwemmen: 30ste in 3.40,180 atletiek: 40ste in 14.35,1 totaal: 4784 punten |
| Helmut Wieser   | individueel (m) | 38e       | paardensport: 7de met 0 strafpunten schermen: 34ste met 16 overwinningen schietsport: 20ste met 193 punten zwemmen: 41ste in 3.54,949 atletiek: 43ste in 15.03,0 totaal: 4582 punten  |

### Paardensport
| Olympiër              | Discipline  | Resultaat | Prestatie                                                                 |
| Dressuur              | Dressuur    | Dressuur  | Dressuur                                                                  |
| --------------------- | ----------- | --------- | ------------------------------------------------------------------------- |
| Elisabeth Max-Theurer | individueel | Goud      | Grand Prix: 1ste met 1623 punten Grand Prix special: 1ste met 1370 punten |

### Roeien
| Olympiër                                                          | Discipline      | Resultaat | Prestatie                                                                       |
| ----------------------------------------------------------------- | --------------- | --------- | ------------------------------------------------------------------------------- |
| Raimund Schmidt                                                   | skiff (m)       | 11e       | serie 3: 3de in 8.03,02 halve finale 1: 5de in 7.38,50 finale B: 5de in 7.29,16 |
| Wilfried Auerbach Thomas Linemayr                                 | twee-zonder (m) | 9e        | serie 1: 3de in 7.39,48 halve finale 1: 6de in 7.04,48 finale B: 3de in 6.58,96 |
| Bruno Flecker Rainer Holzhaider Michael Sageder Siegfried Sageder | dubbel-vier (m) | 10e       | serie 1: 4de in 6.19,28 herkansingen: 4de in 6.16,22 finale B: 4de in 6.06,27   |

### Schietsport
| Olympiër            | Discipline             | Resultaat | Prestatie                                           |
| ------------------- | ---------------------- | --------- | --------------------------------------------------- |
| Wolfram Waibel, sr. | 50m geweer 3 houdingen | 24e       | 1140 punten: (398-380-362)                          |
| Hannes Rainer       | 50m geweer liggend     | 20e       | 593 punten: (98-100-99-100-98-98)                   |
| Wolfram Waibel, sr. | 50m geweer liggend     | 25e       | 592 punten: (99-99-98-99-99-98)                     |
| Gerhard Petritsch   | 25m snelvuurpistool    | Brons     | 596 punten: (297-299) shoot-off: 3de met 146 punten |
| Hermann Sailer      | 25m snelvuurpistool    | 19e       | 588 punten: (293-295)                               |
| Franz Schitzhofer   | skeet                  | 24e       | 191 punten: (25-25-23-25-23-24-23-23)               |
| Nicky Szapáry       | skeet                  | 16e       | 194 punten: (24-24-24-24-25-24-25-24)               |
| Heinrich Münzberger | trap                   | 14e       | 188 punten                                          |
| Nikolaus Reinprecht | trap                   | 18e       | 187 punten                                          |

### Schoonspringen
| Olympiër        | Discipline    | Resultaat | Prestatie                                                        |
| --------------- | ------------- | --------- | ---------------------------------------------------------------- |
| Ken Grove       | 3m plank (m)  | 15e       | voorronde: 15de met 491,94 punten                                |
| Niki Stajković  | 3m plank (m)  | 12e       | voorronde: 12de met 521,04 punten                                |
| Michael Worisch | 3m plank (m)  | 21e       | voorronde: 21ste met 452,43 punten                               |
| Niki Stajković  | 10m toren (m) | 8e        | voorronde: 7de met 493,89 punten finale: 8ste met 725,145 punten |

### Wielersport
| Olympiër                                                         | Discipline         | Resultaat | Prestatie         |
| ---------------------------------------------------------------- | ------------------ | --------- | ----------------- |
| Johann Lienhart                                                  | wegwedstrijd (m)   | DNF       | niet gefinisht    |
| Herbert Spindler                                                 | wegwedstrijd (m)   | 19e       | 4:57.38           |
| Johann Traxler                                                   | wegwedstrijd (m)   | 36e       | 5:05.47           |
| Kurt Zellhofer                                                   | wegwedstrijd (m)   | DSQ       | gediskwalificeerd |
| Johann Lienhart Peter Muckenhuber Herbert Spindler Johann Summer | ploegentijdrit (m) | 13e       | 2:09.17;7         |

### Worstelen
| Olympiër              | Discipline  | Resultaat   | Prestatie |
| Vrije stijl           | Vrije stijl | Vrije stijl | Vrije stijl |
| --------------------- | ----------- | ----------- | --- |
| Bartholomäus Brötzner | -74kg (m)   | 13e         | 1ste ronde: V van BUL Raychev 2de ronde: V van ROU Pîrcălabu                                                                  |
| Günter Busarello      | -82kg (m)   | 7e          | 1ste ronde: V van HUN Kovács 2de ronde: W van SYR El-Oulabi: gediskwalificeerd 3de ronde: V van BUL Abilov: gediskwalificeerd |
| Grieks-Romeins        |             |             | |
| Herbert Nigsch        | -57kg (m)   | 11e         | 1ste ronde: V van ITA Caltabiano: gediskwalificeerd 2de ronde: V van SWE Ljungbeck: gediskwalificeerd                         |
| Reinhard Hartmann     | -68kg (m)   | 7e          | 1ste ronde: V van SWE Skiöld 2de ronde: vrij 3de ronde: W van SYR El-Khaled: gediskwalificeerd 4de ronde: V van ROU Rusu      |
| Franz Pitschmann      | -90kg (m)   | 10e         | 1ste ronde: V van ROU Dicu: gediskwalificeerd 2de ronde: W van MGL Bor 3de ronde: V van SWE Andersson                         |

### Zeilen
| Olympiër                       | Discipline      | Resultaat | Prestatie                      |
| ------------------------------ | --------------- | --------- | ------------------------------ |
| Wolfgang Mayrhofer             | flying dutchman | Zilver    | 46,7 punten: (1-6-7-11-2-2-10) |
| Hermann Kupfner Hubert Porkert | tornado klasse  | 7e        | 67,7 punten: (2-7-6-DNF-7-7-8) |
| Karl Ferstl Hubert Raudaschl   | star klasse     | Zilver    | 31,7 punten: (1-4-DSQ-3-2-1-9) |

### Zwemmen
| Olympiër               | Discipline           | Resultaat | Prestatie               |
| ---------------------- | -------------------- | --------- | ----------------------- |
| Herwig Bayer           | 100m vrije slag (m)  | 22e       | serie 5: 5de in 52,79   |
| Herwig Bayer           | 100m rugslag (m)     | 20e       | serie 2: 5de in 1.00,04 |
| Kurt Dittrich          | 100m vlinderslag (m) | 21e       | serie 2: 5de in 57,71   |
|                        |                      |           |                         |
| Heidi Koch             | 100m vrije slag (v)  | 19e       | serie 3: 5de in 59,73   |
| Marianne Humpelstetter | 100m rugslag (v)     | 21e       | serie 3: 5de in 1.07,68 |
| Sonja Hausladen        | 100m vlinderslag (v) | 16e       | serie 4: 5de in 1.04,39 |
| Sonja Hausladen        | 200m vlinderslag (v) | 12e       | serie 3: 4de in 2.17,88 |

Afghanistan · Algerije · Andorra · Angola · Australië · België · Benin · Birma · Botswana · Brazilië · Bulgarije · Colombia · Congo-Brazzaville · Costa Rica · Cuba · Cyprus · Denemarken · Dominicaanse Republiek · Duitse Democratische Republiek · Ecuador · Ethiopië · Finland · Frankrijk · Griekenland · Groot-Brittannië · Guatemala · Guinee · Guyana · Hongarije · Ierland · IJsland · India · Irak · Italië · Jamaica · Joegoslavië · Jordanië · Kameroen · Koeweit · Laos · Lesotho · Libanon · Liberia · Libië · Luxemburg · Madagaskar · Mali · Malta · Mexico · Mongolië · Mozambique · Nederland · Nepal · Nicaragua · Nieuw-Zeeland · Nigeria · Noord-Korea · Oeganda · Oostenrijk · Peru · Polen · Portugal · Puerto Rico · Roemenië · San Marino · Senegal · Seychellen · Sierra Leone · Sovjet-Unie · Spanje · Sri Lanka · Syrië · Tanzania · Trinidad en Tobago · Tsjecho-Slowakije · Venezuela · Vietnam · Zambia · Zimbabwe · Zweden · Zwitserland